# Marouane Sahraoui
Marouane Sahraoui (tiếng Ả Rập: مروان الصحراوي; sinh ngày 9 tháng 1 năm 1996) là một cầu thủ bóng đá người Tunisia gốc Pháp thi đấu cho Vitória Guimarães B. Anh cũng mang quốc tịch Pháp.

## Sự nghiệp câu lạc bộ
Anh ra mắt chuyên nghiệp tại Belgian First Division B cho R.F.C. Seraing vào ngày 26 tháng 9 năm 2015 trong trận đấu trước Dessel.

## Quốc tế
Anh đại diện Tunisia at the 2013 FIFA U-17 World Cup. He was called up to the maở Tunisia national football team on one occasion năm 2016, but is yet to make his on-field debut.